# Ugamia
Ugamia, monotipski rod glavočika smješten u tribus Anthemideae. Jedina je vrsta U. angrenica,  zeljasta biljka svjetložutih cvjetova iz središnje Azije. Raste po stjenovitim obroncima planina na visinama od 2 000-3 500m

## Sinonimi
- Cancrinia angrenica Krasch.